# Pardomima testudinalis
Pardomima testudinalis is een vlinder uit de familie van de grasmotten (Crambidae), uit de onderfamilie van de Spilomelinae. De wetenschappelijke naam van deze soort is voor het eerst voorgesteld als Glyphodes testudinalis door Max Saalmüller in een publicatie uit 1880.
De soort komt voor op Madagaskar.